# Stara Novalja
Stara Novalja je naselje in manjše pristanišče ob istoimenskem zalivu na otoku Pagu, Hrvaška;  spada pod mesto Novalja Liško-senjske županije.

## Geografija
Stara Novalja leži na severohzhodni obali otoka ob istoimenskem zalivu, okoli 5 km severno od Novalje. V kraju je bilo prej trajektno pristanišče, kjer so pristajali trajekti, ki so pripluli iz Prizne. Vzdolž obale se razprostira 5 km dolga peščena plaža zavarovana pred burjo in jugom. Vzhodno in zahodno od nekdanje trajektne luke so sedaj »mooringi« na katerih se lahko privežejo manjša plovila. Nov trajekni pomol stoji severno od naselja. Uporablja pa se samo, kadar piha močna burja in trajekti ne morejo pristajati v Žigljenu.

## Zgodovina
Stara Novalja, ki se je prej imenovala »Stara Vaša« , se je razvila na ruševinah antičnega naselja, katerega ostanki zidov so še vidni v morju
Na lokacija »Trinčelo«, ki se nahaja na robu Novaljskega polja so ohranjeni ostanki antičnih zidov, antične nekropole in ruševine predromanske cerkvice sv. Križa.

## Demografija
| Pregled števila prebivalcev po letih | Pregled števila prebivalcev po letih | Pregled števila prebivalcev po letih | Pregled števila prebivalcev po letih | Pregled števila prebivalcev po letih | Pregled števila prebivalcev po letih | Pregled števila prebivalcev po letih | Pregled števila prebivalcev po letih | Pregled števila prebivalcev po letih | Pregled števila prebivalcev po letih | Pregled števila prebivalcev po letih | Pregled števila prebivalcev po letih | Pregled števila prebivalcev po letih | Pregled števila prebivalcev po letih | Pregled števila prebivalcev po letih |
| ------------------------------------ | ------------------------------------ | ------------------------------------ | ------------------------------------ | ------------------------------------ | ------------------------------------ | ------------------------------------ | ------------------------------------ | ------------------------------------ | ------------------------------------ | ------------------------------------ | ------------------------------------ | ------------------------------------ | ------------------------------------ | ------------------------------------ |
| 1857                                 | 1869                                 | 1880                                 | 1890                                 | 1900                                 | 1910                                 | 1921                                 | 1931                                 | 1948                                 | 1953                                 | 1961                                 | 1971                                 | 1981                                 | 1991                                 | 2001                                 |
| 0                                    | 0                                    | 117                                  | 145                                  | 350                                  | 204                                  | 204                                  | 255                                  | 315                                  | 288                                  | 229                                  | 205                                  | 182                                  | 234                                  | 238                                  |